# Mihail Lermontov
Mihail Iurievici Lermontov (în rusă Михаил Юрьевич Лермонтов, n. 3/15 octombrie 1814, Moscova, Imperiul Rus – d. 15/27 iulie 1841, Piatigorsk, Imperiul Rus) a fost un scriitor romantic rus.

## Biografie
În scurta lui viață a fost un dușman declarat al ipocriziei, al asupririi și nedreptății, întreaga lui operă fiind un aspru și necruțător rechizitoriu la adresa celor care, la adăpostul puterii, erau deasupra legii.
Biciuind cu versul lui de fier și pară viciile societății contemporane și nedreptățile acesteia, propovăduind iubire și adevăr, Lermontov și-a afirmat înalta lui concepție despre rolul poetului și poeziei.
Prigoana celor satirizați de poet pentru fărădelegile lor n-a întârziat să vină. Lermontov este exilat în Caucaz, din ordinul țarului.
Peisajul sălbatic al naturii caucaziene îl întâlnim în nenumărate poezii lirice, în poemele Mțîri și Demonul, în romanul “Un erou al timpului nostru”, constituind nu numai un cadru exterior, ci și o expresie a forței nestăvilite. În acest cadru poetul își afirmă cu o vigoare rară crezul estetic.
Poezia “Poetul” (1838) transmite mesajul major al artistului-cetățean, care odinioară cu ritmul vânjos al vorbei sale putea la luptă pe ostași să-i îndrume - în opoziție cu poetul pasiv care și-a uitat menirea: Ai dat în schimb pe aur puterea ta de oțel - ce uimea pe vremuri omenirea.
Folosind simbolul pumnalului cu tăiș fidel și veșnic treaz, poetul este îndemnat să-și ducă în lume înalta lui solie. Dar această solie, cuvântul profetic al purtătorului de adevăr și de dreptate, se lovește de luxul și superficialitatea veacului său lânced și revolta culminează în stigmatul societății mondene, parazitare.
Poetul se vede înconjurat de-o
“…gloată cu fel de fel de inși
Cu vorbe și zorzoane în lumea lor deprinși,
Cu muzica și dansuri și minciuni-
Predicatori sălbatici adesea-ncep să urle,
Sub masca unor oameni cuviincioși și buni.” (1ianuarie-1840)
De aici izvorăște spiritul lui de negare, un dezacord dramatic cu mediul social al clasei dominante pe care o detesta, sugerându-i imaginea simbolică a profetului hulit, ”lovit cu pietre și alungat de cei din preajmă-mi răi la fire, în ochii cărora citește doar patimă și răutate” Și-atunci, oripilat, poetul-profet fuge de oameni în pustiu.” Profetul”-1841.
Atitudinea de izolare, de evadare din minciuna și falsitatea societății privilegiate, nu are la Lermontov substanța intimistă a singurătății voite, căutate. Temperamentul lui tumultuos, în maxima incandescență a pasiunii, se consumă într-un protest social fecundat de idealurile pozitive ale libertății, ale dreptății și egalității dintre oameni.
Alte poezii: “Meditație”, ”Te-apasă greu urâtul…”, “îmi port pustiu prin noapte pasul…”
În ultimii ani ai vieții 1840-1841, conflictul dintre poet și ipocrizie se ascute la maximum. Scandalizat peste măsură în momentul plecării în al doilea surghiun - unde, ca și marele său premergător Pușkin, își va găsi moartea într- un duel absurd - poetul este copleșit de amărăciune, luându-și rămas bun de la acea Țară de robi și de stăpâni sătui.
Lira lui Lermontov, cu rezonanțe adânci și bogate, a vibrat pentru tot ce este simțire înaltă și gând înaripat, iar alături de admirabilele simboluri care vădesc resursele nemăsurate ale unui romantism activ de factura revoluționară, poetul și-a închinat multe versuri lirice patriei pe care, fidel și generos a iubit-o cu toată puterea sufletului său furtunos.

## Opera
- 1830: Poetul (Поэт)
- 1830: Nu te încrede în tine însuți
- 1835: Bal mascat (Маскарад)
- 1837: Borodino (Бородино)
- 1837: Moartea poetului (Смерть Поэта)
- 1839: Meditație (Дума)
- 1839: Trei palmieri (Три Пальмы)
- 1840: Un erou al timpului nostru (Герой нашего времени)
- 1841: Demonul (Демон).

## Ediții românești
- Lermontov, Mihail, Un erou al timpului nostru, tradus de Paul Ancel, București, 1949: Cartea Rusă, Colecția: Clasicii Ruși, p. 140;
- Lermontov, Mihail, Un erou al timpului nostru, tradus de Al. Philippide, București, 1969: Editura pentru Literatura Universală, p. 200;